# (2847) Parvati
(2847) Parvati es un asteroide perteneciente al cinturón de asteroides, descubierto el 1 de febrero de 1959 por el equipo del Observatorio Lowell desde el Observatorio Lowell, Flagstaff, Arizona, Estados Unidos.

## Designación y nombre
Designado provisionalmente como 1959 CC1. Fue nombrado Parvati en homenaje a Parvati diosa de la mitología hindú.